# 재덕역
재덕역(載德驛)은 조선민주주의인민공화국 함경북도 길주군 풍계리에 위치한 백두산청년선의 철도역이다. 풍계리 핵 실험장과 가장 가까운 역으로, 2018년 5월 24일에 거행된 풍계리 핵 실험장 폐기식 당시 대한민국, 미국, 중국, 러시아, 영국 출신 기자로 구성된 국제 기자단이 원산역에서 출발한 특별 열차를 타고 내린 곳이다. 평시에는 목재나 광물 등을 반출하는 데에 이용된다.

## 연혁
- 1933년 11월 1일: 길혜선 길주-합수 간 개통과 함께 영업 개시[3]